# Дачиев, Хансултан Чапаевич
Хансулта́н Чапа́нович Дачи́ев (12 декабря 1922, Герзель-Аул, Чеченская автономная область, Горская АССР, РСФСР — 9 мая 2001, Гудермес, Гудермесский район, Чечня, Россия) — младший лейтенант Советской Армии, участник Великой Отечественной войны, командир взвода кавалерийской разведки, Герой Советского Союза (1944).

## Биография

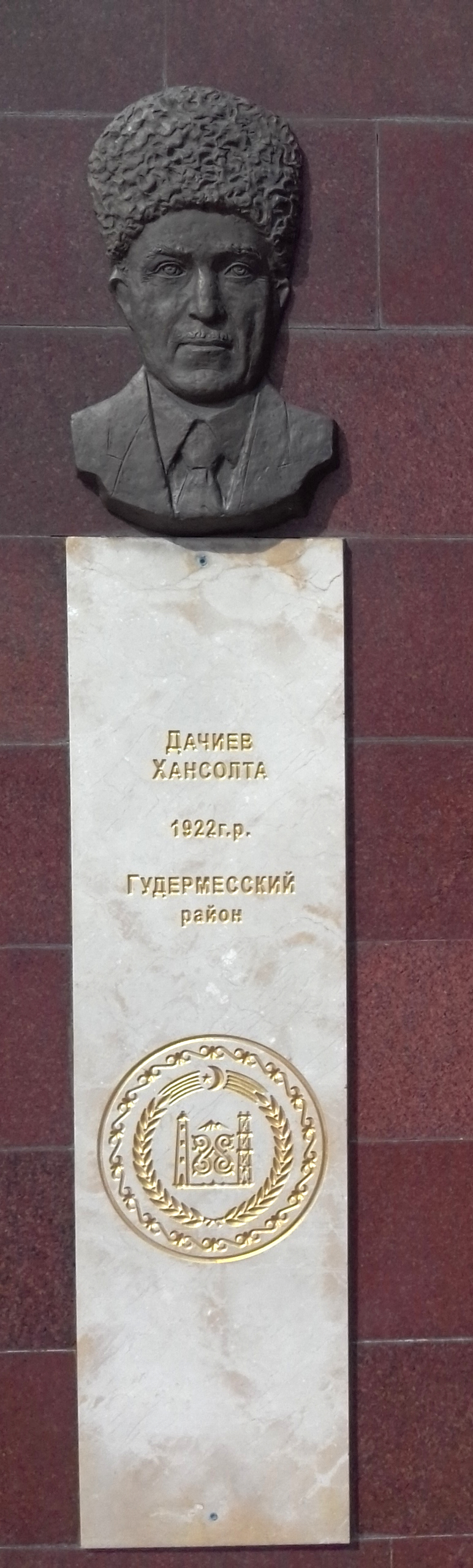
Герой Советского Союза Хансултан Дачиев. Барельеф в Мемориале славы (Грозный).

Хансултан Дачиев родился 12 декабря 1922 года в селе Герзель-Аул (ныне — Гудермесский район Чечни) в семье крестьянина. Окончил пять классов школы. Работал секретарём сельсовета. В 1941 году Дачиев был призван на службу в Рабоче-крестьянскую Красную Армию. С июня 1942 года — на фронтах Великой Отечественной войны. К сентябрю 1943 года гвардии красноармеец Хансултан Дачиев был разведчиком 58-го гвардейского кавалерийского полка 16-й гвардейской кавалерийской дивизии 7-го гвардейского кавалерийского корпуса 61-й армии Центрального фронта. Отличился во время битвы за Днепр.
В ночь с 23 на 24 сентября 1943 года Дачиев с товарищем переправился через Днепр в районе деревни Нивки Брагинского района Гомельской области Белорусской ССР. На западном берегу он разведал вражескую оборону на глубину до двух километров, а затем, несмотря на массированный вражеский огонь, успешно доставил ценные разведданные в штаб полка. Действия Дачиева позволили всей дивизии с ходу переправиться через Днепр 26 сентября 1943 года.
Указом Президиума Верховного Совета СССР «О присвоении звания Героя Советского Союза генералам, офицерскому, сержантскому и рядовому составу Красной Армии» от 15 января 1944 года за «образцовое выполнение боевых заданий командования на фронте борьбы с немецкими захватчиками и проявленными при этом отвагу и геройство» гвардии красноармеец Хансултан Дачиев был удостоен звания Героя Советского Союза с вручением ордена Ленина и медали «Золотая Звезда» за номером 3201.
В 1944 году Дачиев окончил Новочеркасское кавалерийское училище. Командовал сабельным, затем стрелковым взводом. Участвовал в штурме Берлина. В 1946 году в звании младшего лейтенанта Дачиев был уволен в запас. Проживал в городе Джалал-Абад Ошской области Киргизской ССР.
Работал в торговле. В 1952 году написал Лаврентию Берии письмо с просьбой реабилитировать чеченский народ. Ему приписали растрату и посадили на 20 лет. При аресте забрали его парадный костюм вместе со всеми наградами. Указом Президиума Верховного Совета СССР от 24 мая 1955 года Хансултан Дачиев был лишён звания Героя Советского Союза.
Несколько лет отбывал срок в Востоклаге Свердловской области. Был освобождён после того, как Мовлид Висаитов, работавший тогда в МВД Чечено-Ингушской АССР, написал ходатайство о помиловании. 21 августа 1985 года, после того, как Дачиев написал письмо Михаилу Горбачёву, был восстановлен в этом звании и ему были возвращены все награды.
Когда во время второй чеченской войны вышло постановление Думы об амнистии добровольно сложивших оружие, Дачиев ходил с этим постановлением и призывал боевиков прекратить боевые действия. Более ста человек прислушались к его призыву.
Перенёс два инфаркта. Последние годы жил в Гудермесе. Умер в мае 2001 года.
Был награждён орденами Отечественной войны 1-й степени, Красной Звезды, а также рядом медалей.

## Память
- Писатель Хож-Ахмед Берсанов написал книгу «Стальная искра» посвящённую судьбе Хансултана Дачиева[4].
- Улицы имени Хансултана Дачиева есть в Грозном[5], Гудермесе[6], в сёлах Энгель-Юрт[7] и Джалка[8], в посёлке Ойсхара[9] и ряде других населенных пунктов Чечни.
- В Мемориале славы в Грозном установлен барельеф Хансултана Дачиева.